# Мурал на Пьотрковській
Мурал на вулиці Пьотрковській — стінопис, розташована в м. Лодзі на стіні багатоквартирного будинку на вулиці Пьотрковській, 152.

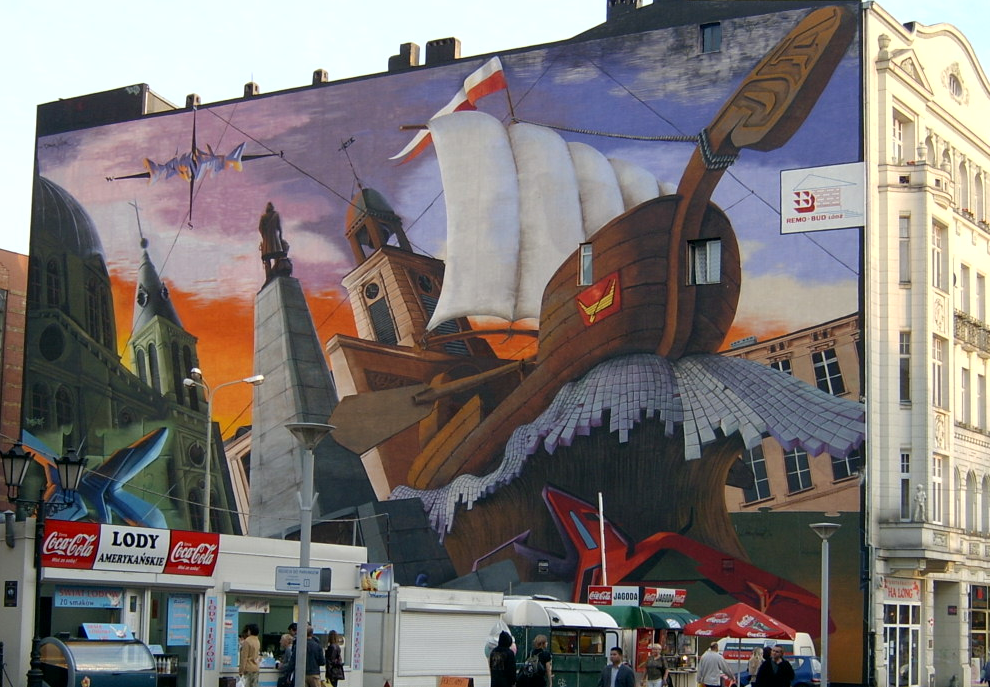
Рекордно великий мурал на Пьотрковській.

Ідея намалювати такий великий мурал виникла у 2000 році під час кампанії «Кольорова толерантність». Ідея стінопису площею 600 квадратних метрів була схвалена в серпні 2001 року. Реалізація проєкту почалося у вересні, а картина була завершена 26 листопада.
Спочатку картина мала називатися «Переможний човен», на якій мав бути зображений корабель, що пливе в океані відразу після переможної битви з іншим, уже тонучим кораблем. Ця ідея, однак, не була прийнята через «не дуже урбаністичний стиль, із занадто малою кількістю елементів, пов'язаних з вулицею Пьотрковською».
Авторами гігантського муралу є учасники групи Design Futura. Для створення картини довжиною 30 м і висотою 20 м було використано близько 2000 аерозольних балончиків.
Станом на 2012 рік,  це одне з найбільших графіті — муралів в Європі (після розпису в 2001 році це був найбільший мурал у світі).